# Плањ
Плањ је погребна тужбалица коју су користили Трубадури, по угледу на средњовековни планцтус, једина разлика је што је намењен световном извођењу и публици. Постоје две врсте - Плањ grands personnages (великим заштитницима), и онај посвећен породици, пријатељима, љубавницима и дамама.

## Ко је писао Плање
| Kompozitor                | Incipit (i.e. title)                                   | Date    | Preminuli                             |
| ------------------------- | ------------------------------------------------------ | ------- | ------------------------------------- |
| Sercamon                  | Lo plaing comens iradamen                              | 1137    | Vilijam X od Akvitanije               |
| Žiro de Bornej            | S'anc jorn aqui joi e solaz                            | 1173    | Rembo od Orenža                       |
| Gijem od Beržida          | Cousiros chan e planh e plor                           | 1180    | Pon od Mateplana                      |
| Bertran de Born ?         | Si tuit li dol el plor el marrimen                     | 1183    | Anri Mladi                            |
| Bertran de Born           | Mon chan fenisc el dol et ab maltraire                 | 1183    | Anri Mladi                            |
| Forke od Marseja          | Si com cel qu'es tan greujat                           | 1192    | Baral I                               |
| Gaucelm Faidit            | Fortz causa es que tot lo major dan                    | 1199    | Richard the Lion-Hearted              |
| Giraut de Borneil         | Planh e sospir e plor e chan                           | 1199    | Aimar V of Limoges                    |
| Pons de Capduelh          | De totz caitius sui eu aicel que plus                  | ????    | Azalais, wife of Ozil de Mercœur      |
| Guillem Augier Novella    | Cascus plor e planh son damnatge                       | 1209    | Raymond Roger Trencavel               |
| Lanfranc Cigala           | Eu non chan ges pes talan de chantar                   | 1210s   | Berlenda                              |
| Giraut de Calanso         | Bels senher Deus, quo pot esser sofritz                | 1211    | Ferdinand, infante of Castile         |
| Gavaudan                  | Crezens fis verais et entiers                          | 1212    | his anonymous lady                    |
| Aimeric de Peguilhan      | Ja no cugei quem pogues oblidar                        | 1212    | Ацо VI од Есте and Boniface of Verona |
| Aimeric de Peguilhan      | S'eu chantei alegres ni jauzens                        | 1212    | Ацо VI од Есте and Boniface of Verona |
| Daude de Pradas           | Be deu esser solatz marritz                            | 1220–30 | Uc Brunet                             |
| Aimeric de Peguilhan      | Ara par be que Valors se desfai                        | 1220    | Guglielmo Malaspina                   |
| Aimeric de Peguilhan      | De tot en tot es ar de mi partitz                      | ????    | bona comtessa Biatritz                |
| Sordel                    | Planher vol En Blacatz en aquest leugier so            | 1237    | Blacatz                               |
| Bertran d'Alamanon        | Mout m'es greu d'En Sordel quar l'es faillitz sos sens | 1237    | Blacatz                               |
| Peire Bremon Ricas Novas  | Pus partit an lo cor En Sordel e'n Bertrans            | 1237    | Blacatz                               |
| Aimeric de Belenoi        | Ailas, per que viu lonjamen ni dura                    | 1242    | Nuño Sánchez                          |
| Aimeric de Peguilhan ?    | Ab marrimen angoissos et ab plor                       | 1245    | Raymond Berengar IV of Provence       |
| Rigaut de Berbezilh attr. | En chantan (ieu) plaing e sospir                       | 1245    | Raymond Berengar IV of Provence       |
| Bonifaci Calvo            | S'ieu ai perdut, no s'en podon jauzir                  | 1250–65 | his anonymous lady                    |
| Bertran Carbonel          | S'ieu anc nulh tems chantei alegramen                  | 1252–65 | P. G. (prob. Peire Guilhem de Tolosa) |
| Pons Santolh              | Marritz com hom malsabens ab frachura                  | 1260    | Guilhem de Montanhagol                |
| Raimon Gaucelm            | Cascus planh lo sieu damnatge                          | 1262    | Guiraut d'Alanhan, burgess of Béziers |
| Anonymous                 | Totas honors e tug fag benestan                        | 1266    | Manfred of Sicily                     |
| Bertolome Zorzi           | Sil mons fondes a meravilha gran                       | 1268    | Conradin and Frederick I of Baden     |
| Paulet de Marselha        | Razos no nes que hom deja cantar                       | 1268    | Barral II dels Baus                   |
| Anonymous                 | En chantan m'aven a retraire                           | 1269    | Gregorio de Montelungo                |
| Guilhem d'Autpol ?        | Fortz tristors es e salvatj'a retraire                 | 1270    | Луј IX                                |
| Guiraut Riquier           | Ples de tristor, marritz e doloiros                    | 1270    | Amalric IV of Narbonne                |
| Joan Esteve               | Aissi quol malanans                                    | 1270    | Amalric IV of Narbonne                |
| Mahieu de Quercy          | Tan sui marritz que nom puesc alegrar                  | 1276    | James the Conqueror                   |
| Cerverí de Girona         | Si per tristor per dol ni per cossire                  | 1276    | James the Conqueror                   |
| Cerverí de Girona         | Joys ni solatz, pascors, abrils ni mais                | 1276    | Raimon de Cardona                     |
| Joan Esteve               | Planhen ploran ab desplazer                            | 1289    | Guilhem de Lodeva                     |
| Raimon Menudet            | Ab grans dolors et ab grans merrimens                  | ????    | Daude de Bossaguas                    |
| Raimon de Cornet          | Aras quan vey de bos homes fraytura                    | 1324    | Amanieu VII of Albret                 |
| Anonim                    | Glorios Dieus, don totz bens ha creysensa              | 1343    | Rober od Napulja                      |